# 佐世保バスセンター
佐世保バスセンター（させぼバスセンター）は、長崎県佐世保市白南風町にある西肥自動車（西肥バス）のバスターミナル。佐世保駅前の国道35号沿いに位置し、佐世保交通センタービルの1階に所在する。西肥自動車の一般路線バスの時刻表や路線図では「佐世保駅前」と表記される。それに対して主に高速バスで「佐世保バスセンター」と表記する。佐世保駅前バスターミナルとしては①番のりばになっているが、バスセンター内は全部で6バースある。

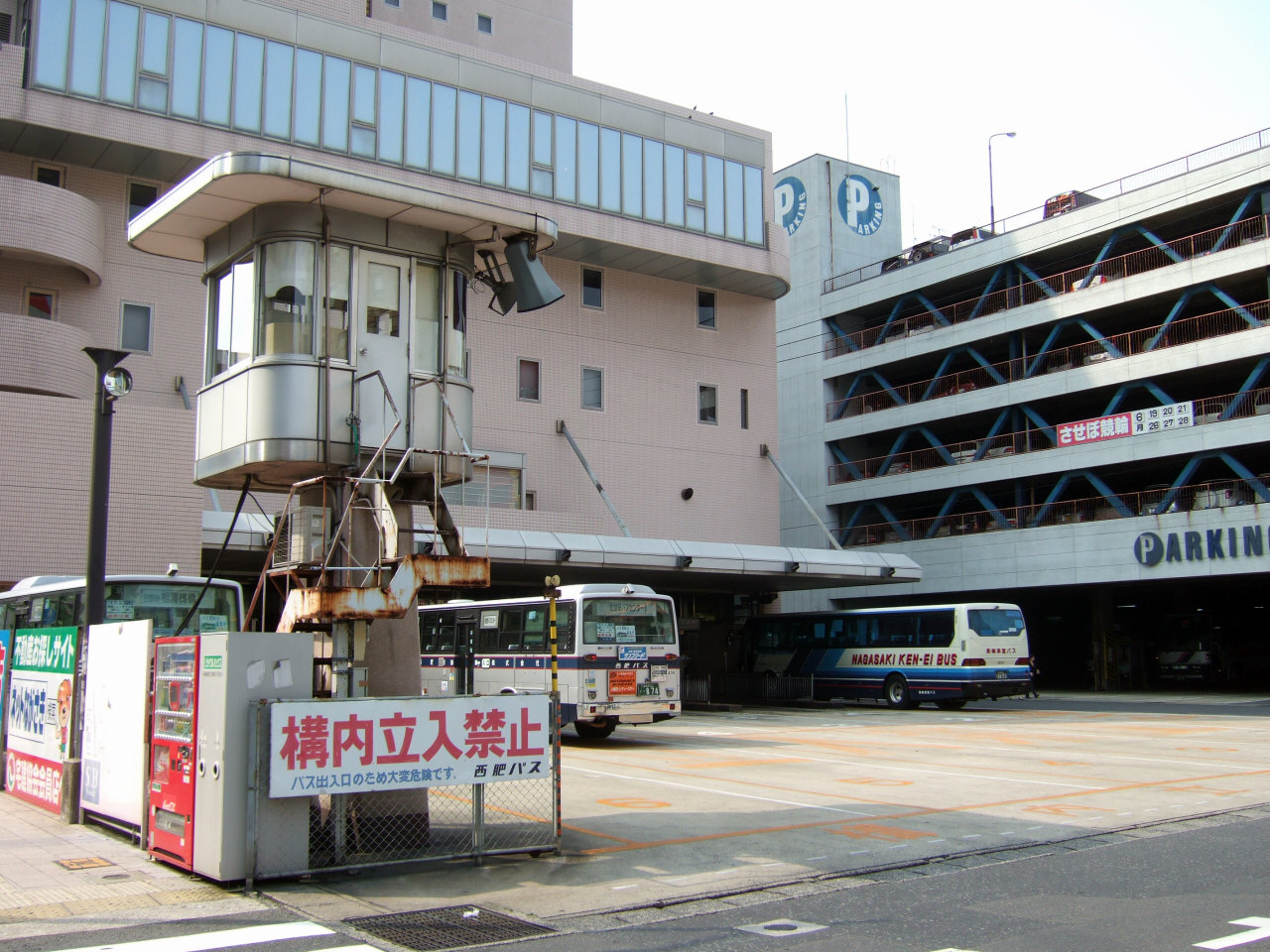
佐世保バスセンター

## のりば
別名は停留所の別名
ホーム（バース）は、頭端式6面。太字は行き先。＜ ＞内は共同運行会社。
（※前述のとおり一般路線バスの時刻表・路線図では「佐世保駅前」と表記されるので、この項でもそれにならって表記する。）

### ①‐１番
- 【高速】「佐世保長崎線」 佐世保バスセンター - 長崎 （長崎駅前・中央橋） ＜長崎県営バス＞

### ①‐２番
- 【高速】「佐世保福岡線」  佐世保バスセンター - 福岡 （天神・博多バスターミナル） ＜西鉄バス＞

### ①‐３番
- [AP1]【空港特急】 佐世保バスセンター - 藤原橋 - 日宇駅前 - 卸本町入口 - 早岐田子の浦 - 川棚バスセンター - 彼杵本町 - 新大村駅前 - 試験場前 - 長崎空港
- [AP2]【空港特急】 佐世保バスセンター - 藤原橋 - 日宇駅前 - 卸本町入口 - 早岐田子の浦 - ハウステンボス - 川棚バスセンター - 彼杵本町 - 新大村駅前 - 試験場前 - 長崎空港

### ①‐４番
- [E1-43]佐世保駅前 - 藤原橋 - 日宇駅前 - 卸本町入口 - 早岐田子の浦 - 三川内駅前 - 波佐見役場前 - 内海 - 永尾山 - 嬉野バスセンター
- [E2-43]佐世保駅前 - 藤原橋 - 日宇駅前 - 卸本町入口 - 早岐田子の浦 - 三川内駅前 - 波佐見役場前 - 内海 - 永尾山 - 内野住宅前（嬉野車庫）
- [E4-43]佐世保駅前 - 藤原橋 - 日宇駅前 - 卸本町入口 - 早岐田子の浦 - 三川内支所前 - 伊万里口 - 蔵宿 - 伊万里駅前

### ①‐５番
- [Q9-54]【半急行】佐世保駅前 - 松浦町中央公園口 - 佐世保市役所前 - 堺木 - 大野 - バイパス本山 - 芳の浦 - 佐々バスセンター - 吉井 - 江迎 - 平戸口桟橋 - 平戸桟橋
- [R1-62]佐世保駅前 - 松浦町中央公園口 - 佐世保市役所前 - 堺木 - 大野 - バイパス本山 - 芳の浦 - 佐々バスセンター - 吉井 - 福井 - 松浦駅前

### ①‐６番
- 到着便
  - ※佐世保バスセンター・松浦町国際通り・佐々バスセンターを終着とする高速バス、平戸桟橋発の半急行バス、早岐方面からの路線バスの一部の到着場所。北部（日野・大野）方面や市内一円からの普通便のバスの到着は国道側（西肥車）と元佐世保市営バス降車場（させぼ車[2]）の2ヶ所である。
  - ※基本的には上記のように決まっているが、バースに余裕がなくなると空いているバースに停車することが多々あるので、注意が必要である。

- 伊万里駅前、内野住宅前・嬉野行き：①‐４番のりば→③番のりば→変電所入口へ。
- 【半急行】平戸桟橋、松浦駅前行き：①‐５番のりば→②番のりば→戸尾町 又は 京町へ
- 佐々バスセンター（西九州道）行き（一部）：①‐６番のりば→②番のりば→京町へ

## その他
別名は停留所の別名、別名はかつて実際にあった停留所の別名

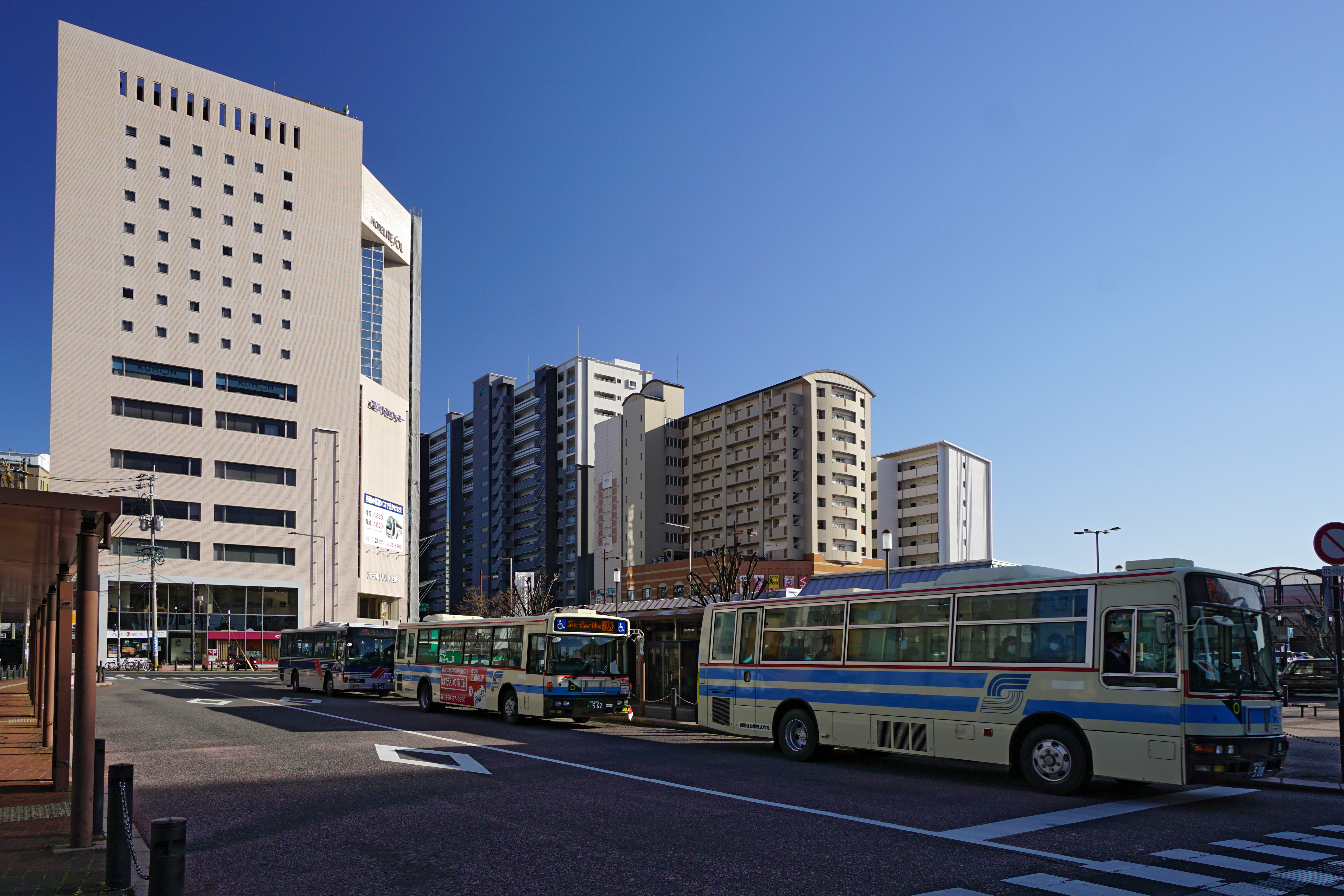
佐世保バスセンター隣接のバスターミナル

※以下の行き先は国道沿いか隣のターミナル内のバス停に停車。（丸の数字が佐世保駅前発のりば）

### 中心部（市街地止まり・高台・俵ヶ浦半島）方面
- [N4]佐世保駅前 - 松浦町国際通り - 佐世保市総合医療センター入口②
- [G8]佐世保駅前 - 松浦町国際通り - 佐世保市総合医療センター入口 - 西小島町 - 天石 - おしの浦分道 - 九十九島動植物園前 - 船越 - 下船越 - 展海峰 - 九十九島観光公園⑤
- [G9][※G10]佐世保駅前 - 西小島町（SSK中央口） - おしの浦分道 - 赤崎 - 下船越 - 俵ヶ浦（※白浜）⑤
  - 白浜海水浴場が開設される夏の期間中は日中4往復が最寄りバス停となる白浜発着に変わる。
- [P2]佐世保駅前 - 松浦町国際通り - 佐世保市総合医療センター入口 - 日野峠 - 鹿子前入口 - パールシーリゾート九十九島水族館⑥
- [P1【快速】][P2]佐世保駅前 - 松浦町国際通り - 佐世保市総合医療センター入口 - （SSK西門口） - パールシーリゾート九十九島水族館⑥
  - 松浦町バス停での停車場所は異なる。往路は松浦町名切グランド前、復路は松浦町中央公園口で停車する。
- [V4]佐世保駅前 - 松浦町中央公園口 - 佐世保市役所前 - 春日町  - 桜木岩下②

### 北部（大野・柚木・日野・相浦・北松）方面
- 【高速】佐世保駅前 - 松浦町国際通り - （西九州道） - 佐々バスセンター①‐６及び②（一部の便）
- [R9]【空港特急】佐世保駅前 - 松浦町国際通り - （西九州道） - 佐々バスセンター①‐６及び②
- [M1]佐世保駅前 - 松浦町国際通り - 佐世保市総合医療センター入口 - 日野峠 - 鹿子前入口 - 日野小学校入口 - 長崎県立大学前 - 木宮町 - 相浦郵便局前 - 相浦桟橋⑥
- [M1]佐世保駅前 - 松浦町国際通り - 佐世保市総合医療センター入口 - SSK西門口 - 鹿子前入口 - 日野小学校入口 - 長崎県立大学前 - 大潟町 - 水産市場入口 - 相浦桟橋⑥
- [M2]佐世保駅前 - 松浦町国際通り - 佐世保市総合医療センター入口 - 日野峠 - 日野小学校入口 - 長崎県立大学前 - 木宮町 - 相浦郵便局前 - 第二ニュータウン - 小浦駅前 - 佐々バスセンター⑥
- [M3]佐世保駅前 - 松浦町国際通り - 佐世保市総合医療センター入口 - 日野峠 - 日野小学校入口 - 長崎県立大学前 - 美崎が丘 - 大崎町⑥
- [M5]佐世保駅前 - 松浦町国際通り - 佐世保市総合医療センター入口 - 日野峠 - 日野小学校入口 - 長崎県立大学前 - 木宮町 - 相浦郵便局前 - 第二ニュータウン - 真申⑥
- [N1]佐世保駅前 - 松浦町国際通り - 佐世保市総合医療センター入口 - 日野峠 - 日野小学校入口 - 佐世保実業高校⑥
- [M8]佐世保駅前 - 松浦町国際通り - 佐世保市総合医療センター入口 - 日野峠 - 鹿子前入口 - 長崎県立大学前 - 木宮町 - 本山 - 皆瀬局前 - 大野 - 俵町 - 松浦町中央公園口 - 佐世保駅前【相浦循環⑥】
- [R5]佐世保駅前 - 松浦町中央公園口 - 佐世保市役所前 - 堺木 - 大野 - 皆瀬局前 - 本山 - 芳の浦 - 佐々バスセンター②
- [S5]佐世保駅前 - 松浦町中央公園口 - 佐世保市役所前 - 堺木 - 大野 - 皆瀬局前 - 本山 - 芳の浦 - 佐々バスセンター - 北部営業所②
- [M3]佐世保駅前 - 松浦町中央公園口 - 佐世保市役所前 - 堺木 - 大野 - 皆瀬局前 - 本山 - 中里 - 木宮町 - 長崎県立大学前 - 美崎が丘 - 大崎町②
- [R5]佐世保駅前 - 松浦町中央公園口 - 佐世保市役所前 - 堺木 - 大野 - 皆瀬局前 - 本山 - 中里 - 木宮町 - 相浦郵便局前 - 第二ニュータウン - 小浦駅前 - 佐々バスセンター②
- [M8]佐世保駅前 - 松浦町中央公園口 - 俵町 - 大野 - 皆瀬局前 - 本山 - 木宮町 - 長崎県立大学前 - 鹿子前入口 - 日野峠 - 佐世保市総合医療センター入口 - 松浦町国際通り - 佐世保駅前【相浦循環②】
- [V1]佐世保駅前 - 松浦町中央公園口 - 佐世保市役所前 - 堺木 - 大野 - 吉岡団地 - 佐世保商業高校②
- [V2]佐世保駅前 - 松浦町中央公園口 - 佐世保市役所前 - 堺木 - 大野 - 西高校入口（大野車庫）②
- [W2]佐世保駅前 - 松浦町中央公園口 - 佐世保市役所前 - 堺木 - 大野 - 四条橋 - 池野 - 柚木②
- [W3]佐世保駅前 - 松浦町中央公園口 - 佐世保市役所前 - 堺木 - 労災病院入口 - 矢峰 - 柚木②
- [W4]佐世保駅前 - 松浦町中央公園口 - 佐世保市役所前 - 堺木 - 労災病院入口 - 矢峰②
- [T6]佐世保駅前 - 松浦町中央公園口 - 佐世保市役所前 - 堺木 - 大野 - 四条橋 - 天の久保 - 知見寺耳切 - 槍巻 - 世知原 - 吉井②

### 南部（日宇・大塔・早岐・ハウステンボス・針尾）方面
- [F2]佐世保駅前 - 藤原橋 - 日宇駅前 - 卸本町入口 - 早岐田子の浦 - 早岐駅前 - 宮崎橋 - 長崎国際大学 ③
- [H2]佐世保駅前 - 藤原橋 - 日宇駅前 - バイパス中央 - 卸本町入口 - 早岐田子の浦 - 早岐駅前 - 宮崎橋（ - 長崎国際大学） - ハウステンボス - ハウステンボス西門③
- [J1]佐世保駅前 - 藤原橋（大宮町 - 大和町西龍橋） - 日宇駅前（ - もみじが丘、バイパス中央） - 卸本町入口 - 早岐田子の浦 - 早岐駅前 - 宮崎橋（広田工業団地） - 金田橋（浦川内公民館前 - 重尾） - 佐世保東翔高校③
- [J2]佐世保駅前 - 藤原橋（大宮町 - 大和町西龍橋） - 日宇駅前（ - もみじが丘、バイパス中央） - 卸本町入口 - 早岐田子の浦 - 早岐駅前 - 宮崎橋（広田工業団地） - 金田橋（浦川内公民館前） - 重尾③
- [C5]佐世保駅前 - 大宮町 - 大和町西龍橋 - 日宇駅前 - 黒髪 - もみじが丘 - 大塔小学校前③
- [C4]佐世保駅前 - 大宮町 - 大和町西龍橋 - 日宇駅前 - 黒髪 - もみじが丘 - 大塔小学校前 - 食品団地会館前③
- [J2]佐世保駅前 - 藤原橋 - 日宇駅前 - 卸本町入口 - クレールの丘 - 有福 - 観潮橋 - 早岐駅前 - 宮崎橋 - 浦川内公民館前 - 重尾③
- [J2]佐世保駅前 - 藤原橋 - 日宇駅前 - 卸本町入口 - 早岐警察署前 （ - 若竹台） - 花高団地 - 権常寺新町 - 浦川内公民館前 - 重尾③
- [C1]佐世保駅前 - 大宮町 - 大和町西龍橋 -日宇駅前 - 黒髪③
- [C2]佐世保駅前 - 大宮町 - 大和町西龍橋 - 日宇駅前 - 黒髪 - 木場入口③
- [K6]佐世保駅前 - 藤原橋 - 大和町 - 日宇駅前 - バイパス中央 - 卸本町入口 - 大塔町 - 早岐田子の浦 - 早岐駅前 - 小森橋 - 権常寺 - 下原橋③
- [D2]佐世保駅前 - 藤原橋 - 日宇駅前 - 卸本町入口 - 早岐田子の浦 - 観潮橋 - 有福 - 指方 - 浦頭 - 西海橋東口 - 西海橋西口③
- [C6]佐世保駅前 - 大宮町 - 中央病院入口 - 尼潟 - 大岳台中央 - 卸本町入口 - 桜馬場 - 日宇駅前 - 大和町西龍橋 - 大宮町 - 佐世保駅前【大岳台循環③】
- [C7]佐世保駅前 - 大宮町 - 大和町西龍橋 - 日宇駅前 - 桜馬場 - 卸本町入口 - 大岳台中央 - 尼潟 - 中央病院入口 - 大宮町 - 佐世保駅前【大岳台循環③】
- [E3]佐世保駅前 - 藤原橋 - 日宇駅前 - 卸本町入口 - 早岐田子の浦 - 三川内駅前 - 宿 - 波佐見高校③

※建て替え前の旧バスセンター時代には、大野（大野営業所）・佐世保商業高校、宮崎橋（早岐営業所）・佐世保東商業高校（現佐世保東翔高校）・花高団地行きが国道沿いのバス停に停車し、それ以外の全ての便は、バスセンター内で乗車扱いをしていたが、佐世保市営バスの路線は別のターミナルで乗車扱いをしていた。

## 設備
- 案内所〈高速バス予約センター、定期券・Nagasaki Nimoca・紙式一日乗車券（※土日祝限定）売場〉
- 構内放送ブース（かつては到着・出発便の案内放送とバース別案内板の操作をしていたが休止。）
- 自動券売機
- nimocaチャージ機/ポイント交換機 - 2022年（令和4年）9月21日より設置[3]。nimocaチャージ機はnimoca以外の全国相互利用交通系ICカード（Kitaca・Suica・PASMO・TOICA・Manaca・ICOCA・PiTaPa・SUGOCA・はやかけん）にもチャージ可能。
- 自動販売機
- コインロッカー
- 売店（菓子、雑誌、土産）

## 周辺
- 佐世保駅
- 佐世保駅前バスターミナル
  - ※元々は佐世保市営バスのバスターミナルであったが、2019年3月を以って同市交通局の閉局に伴い、路線を引き継いだ西肥バスならびにさせぼバスが使用している。なお、同ターミナル内にあった佐世保駅前定期券売場は2023年2月28日をもって営業を終了し、佐世保バスセンターへ統合された。
- 佐世保駅前郵便局
- えきマチ1丁目佐世保
- 三浦町教会（聖心天主堂）
- アルカスSASEBO
- 新みなとターミナル
- させぼ五番街